# Casa Santi

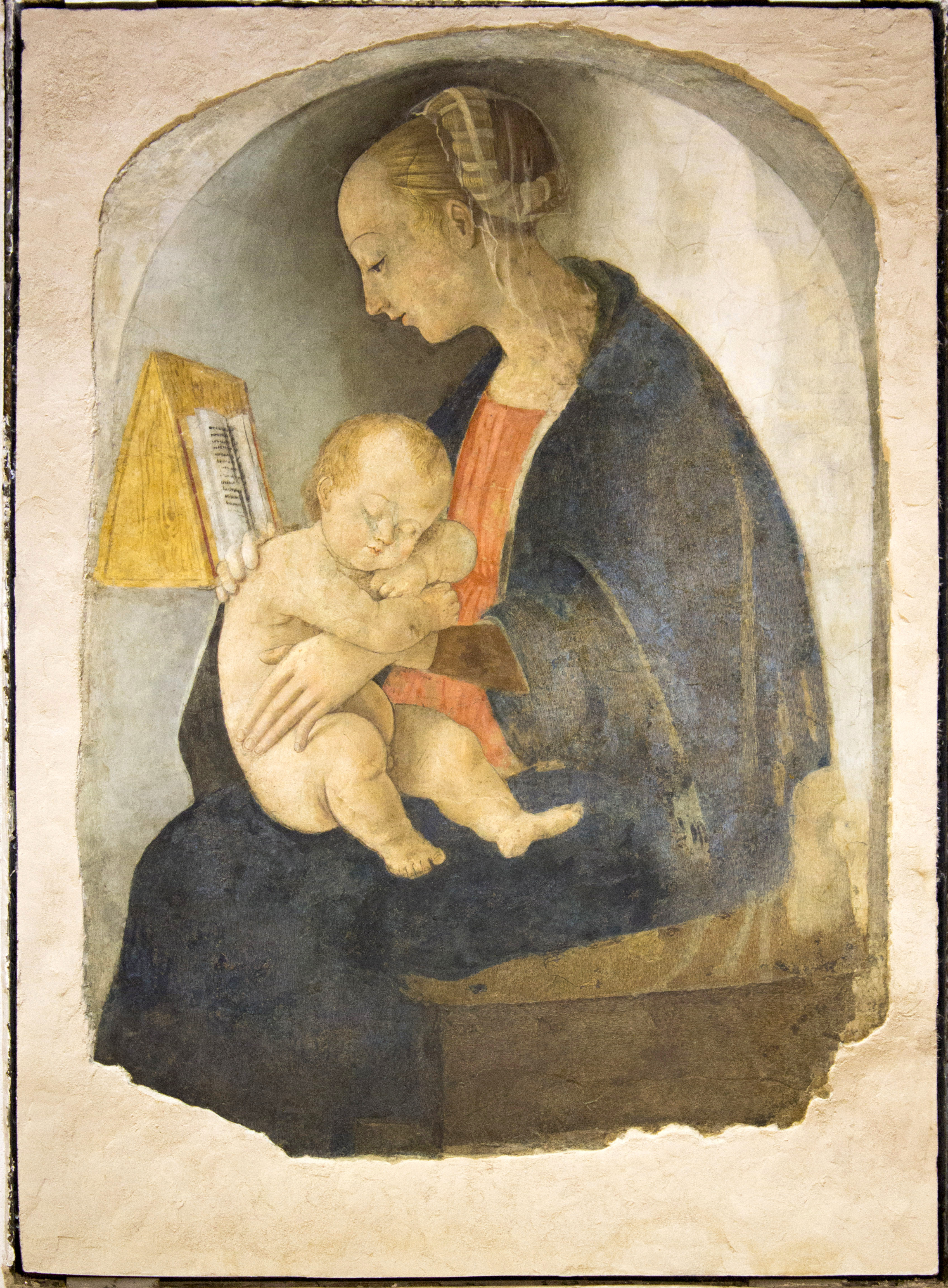
Virgin reading

Casa Santi o Casa Natal de Rafael es un museo de la ciudad de Urbino (Italia). Pertenece al Centro Histórico de Urbino, declarado Patrimonio de la Humanidad por la Unesco en 1998.

## Historia y descripción

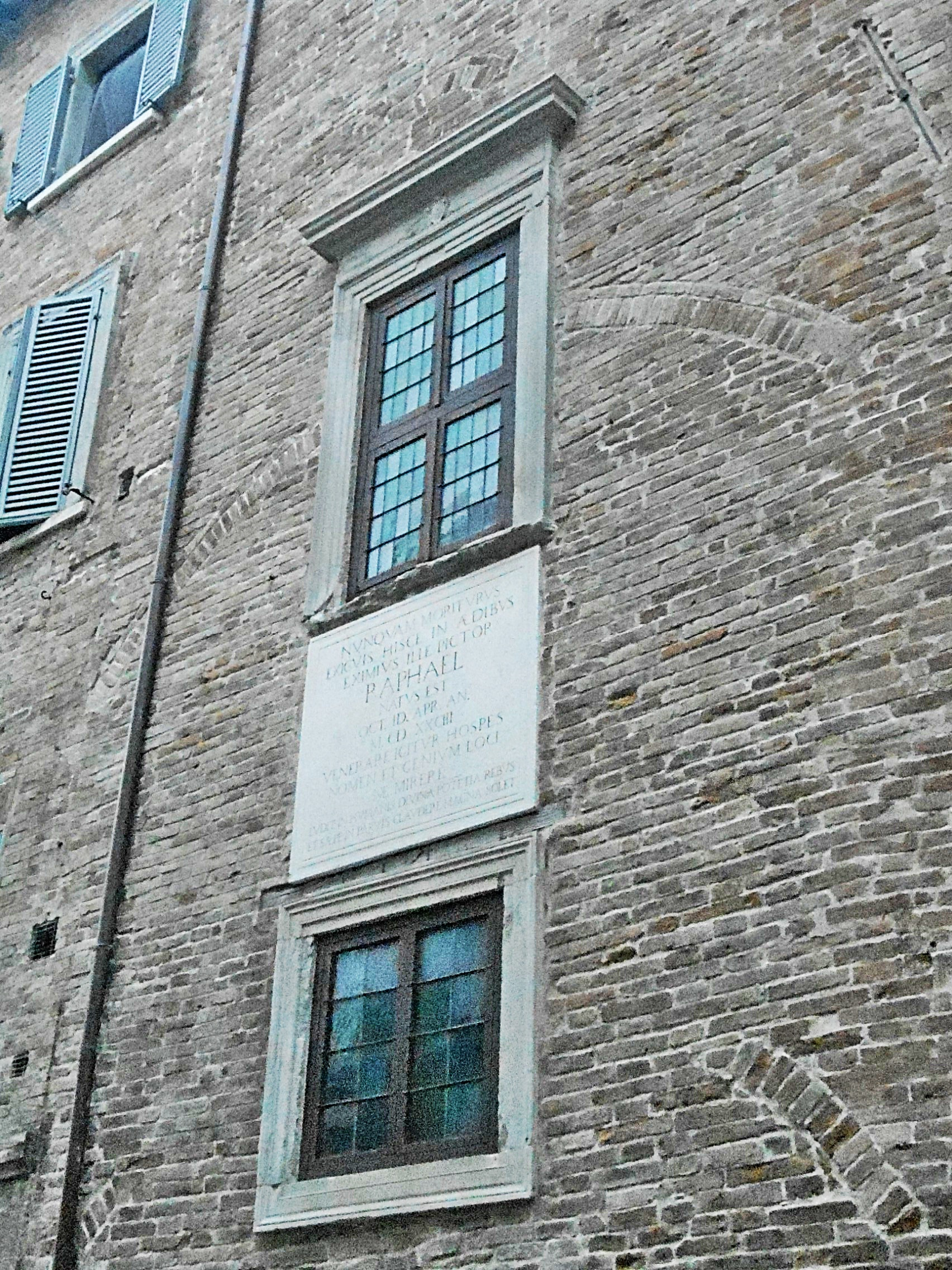
El lugar de nacimiento de Rafael.

La casa en la que nació Rafael en 1483 se construyó en el siglo XIV y, desde 1460, allí vivió Giovanni Santi, padre del célebre pintor, a su vez pintor y poeta.
En 1637 el edificio fue adquirido por Muzio Oddi, arquitecto local; y en 1873 se convirtió en la sede de la Academia Rafael, fundada en 1869 por Pompeo Gherardi, donde se promovieron iniciativas y estudios sobre el pintor.
El primer piso está amueblado con mobiliario de la época, que da la idea de casa-museo. Destaca el dormitorio donde el pintor pudo nacer, con la Madonna di Casa Santi, que es una Virgen con el Niño atribuida a un jovencísimo Rafael. En el mismo piso encontramos un pequeño patio con pozo y una piedra donde se debían de moler las piedras para los colores del taller de pintura. Otras obras expuestas son: un dibujo de Rafael, otro de Bramante y un conjunto de cerámicas renacentistas de Urbino, famosas en todo el mundo.
En el segundo piso tenía su sede la Academia, que conserva actualmente una biblioteca de manuscritos y ediciones raras (pero con sede en otro edificio). También hay una colección de monedas y retratos del siglo XIX, que ayudan a documentar la fundación e historia de la Academia.
En Bottega di Casa Santi, la Academia organiza, casi ininterrumpidamente, exposiciones de arte contemporáneo, normalmente con la colaboración de la Academia de Bellas Artes.